# Néguebouc
Néguebouc est une ancienne commune du Gers. En 1823, elle est rattachée à la commune de Préchac. Aujourd'hui, un lieu-dit subsiste.

## Géographie

### Localisation
Néguebouc se situe en Gascogne, en Lomagne gersoise, au sein de la commune de Préchac.

### Voies de communication et de transports
Néguebouc est desservie par la D148.

## Toponymie
La municipalité est aussi mentionnée sous les noms de Neganbous (1793) et Neganbouc (1801).

## Histoire
En 1801, la commune passa du canton de La Sauvetat au canton de Fleurance. En 1823, Néguebouc est fusionnée au sein de la commune de Préchac. En 1926, l'arrondissement de Lectoure est dissout, et le canton de Fleurance revint à l'arrondissement de Condom. En 2014, Préchac est transférée au canton de Fleurance-Lomagne.

## Population et société

### Démographie
| 1793 | 1800 | 1806 | 1821 |
| ---- | ---- | ---- | ---- |
| 127  | 141  | 152  | 147  |

## Culture locale et patrimoine

### Lieux et monuments
- Chapelle Saint-Martin[3] et cimetière
- Château de Néguebouc
- Pigeonnier

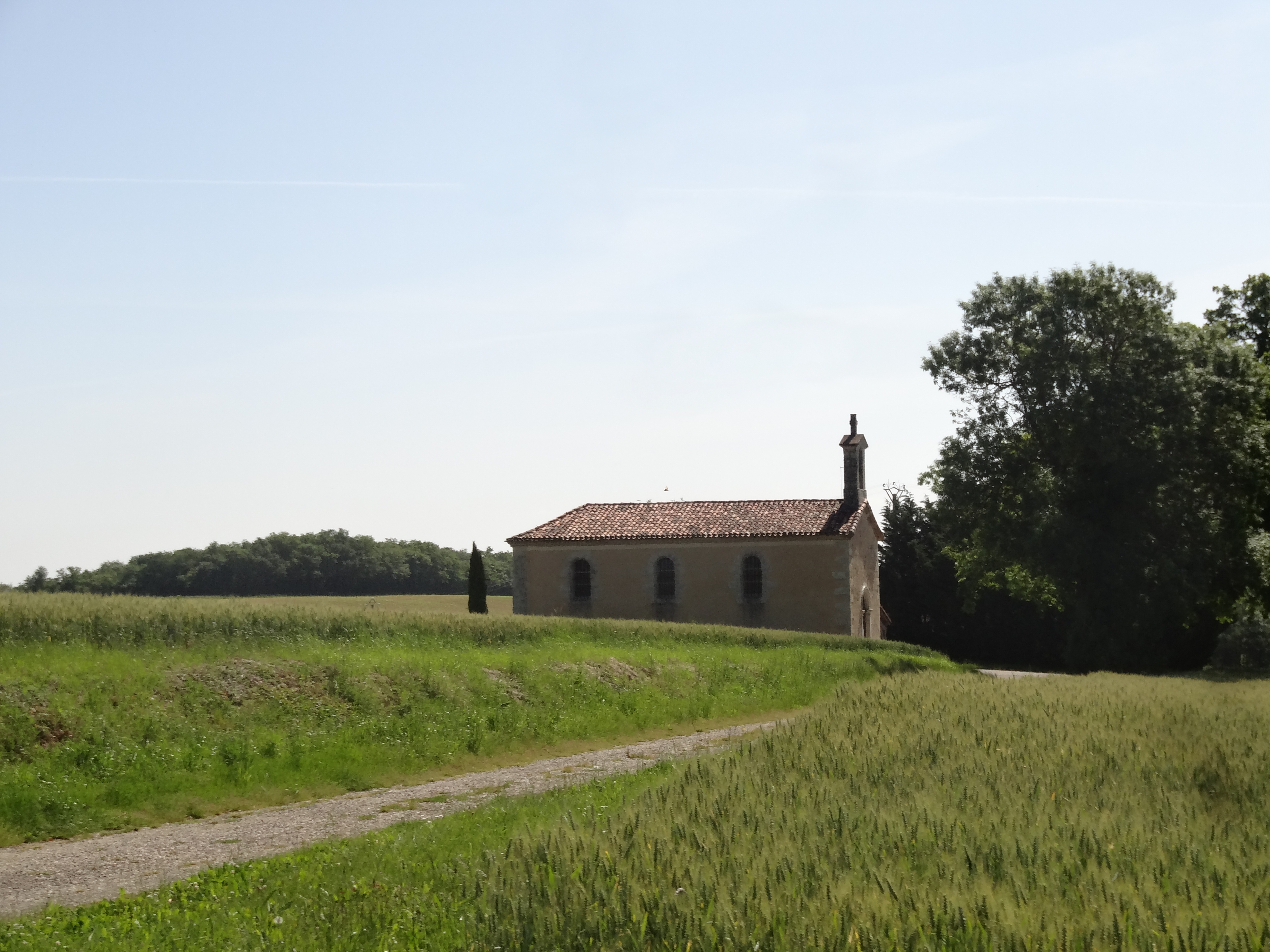
Vue différente de la chapelle.
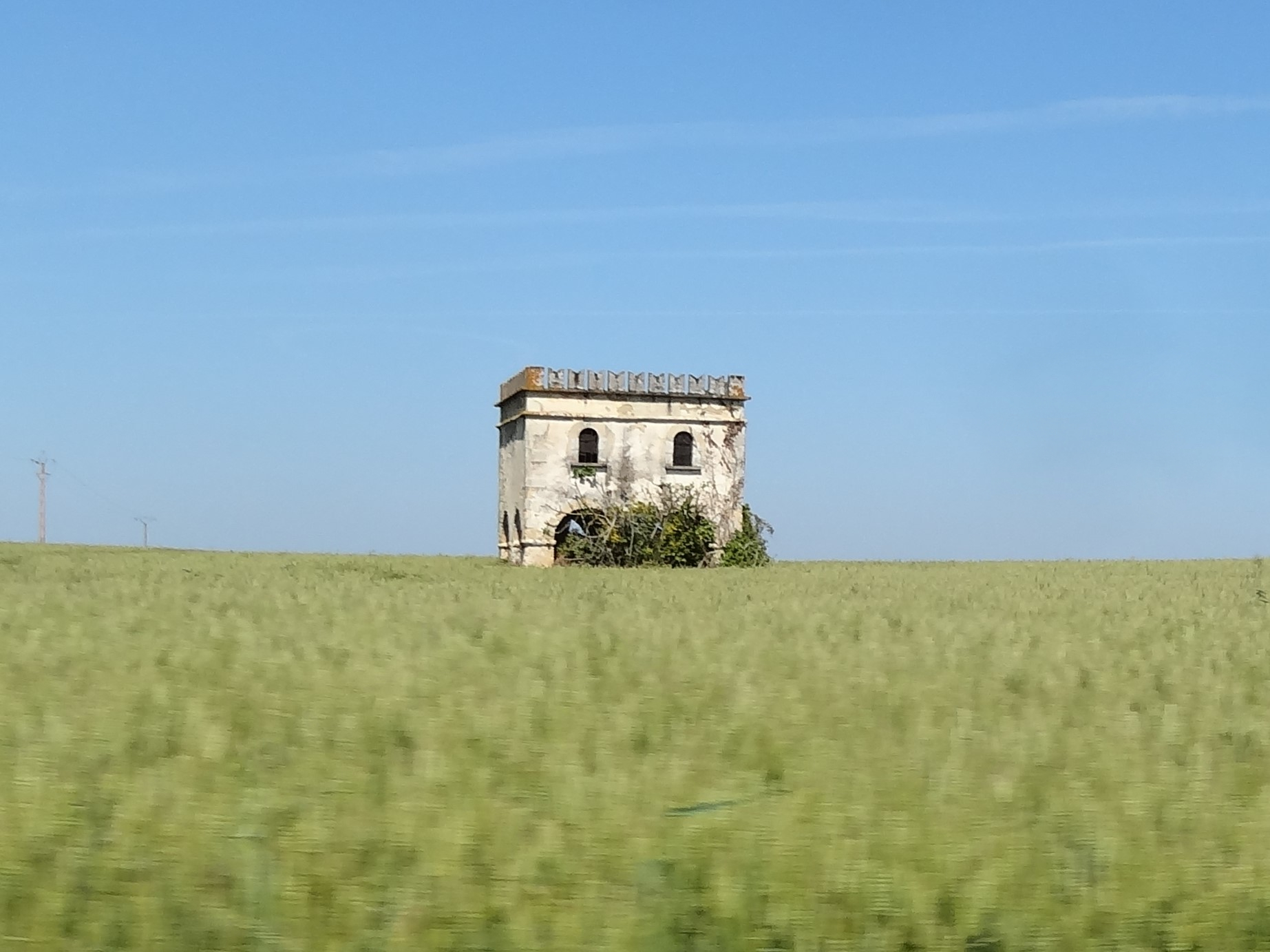
Pigeonnier.